# Vitesse relativiste
Cet article court présente un sujet plus développé dans : Vitesse et Relativité restreinte#Vitesse et quadri-vitesse.

Le facteur de Lorentz, γ, en fonction de la vitesse, v. Sa valeur est 1 lorsque la vitesse est de 0 m/s et tend vers l'infini lorsque la vitesse s'approche de c, la vitesse de la lumière.

Une vitesse relativiste est une vitesse proche de celle de la lumière dans le vide, telle que les effets de la relativité restreinte deviennent non négligeables. Une particule « voyageant » à une vitesse relativiste est appelée simplement « particule relativiste ». En cas de vitesse extrêmement proche voire égale (pour des particules sans masse) à la célérité de la lumière, on parle de vitesse ultra-relativiste et de particule ultra-relativiste. La frontière entre vitesse non relativiste, relativiste et ultra-relativiste n'a pas de fondement scientifique et est donc purement conventionnelle ; les vitesses considérées comme relativistes sont celles pour lesquelles la mécanique newtonienne n'est plus suffisamment précise pour donner des résultats correspondant à la réalité observée. En prenant une limite à 1 % d'erreur entre la mécanique newtonienne et la mécanique relativiste, la limite entre vitesse non relativiste et vitesse relativiste se situe à un dixième (10 %) de la vitesse de la lumière (0,1 c). Les vitesses ultra-relativistes sont des vitesses atteintes par les particules dans des cas extrêmes, où elles peuvent atteindre des vitesses supérieures à 99 % de la vitesse de la lumière (0,99 c).